# Първа Яшко-Кишиневска операция
Първата Яшко-Кишиневска операция от 8 април до 6 юни 1944 година е военна операция в района на градовете Яш и Кишинев в североизточна Румъния на Източния фронт на Втората световна война.
Във войските на Съветския съюз правят неуспешен опит да пробият отбранителните линии на Германия и Румъния в централна Молдова. Въпреки голямото си числено превъзходство, те са принудени да прекратят операцията и да се оттеглят. В края на август те постигат успех с Втората Яшко-Кишиневска операция, която им отваря пътя към бързото овладяване на Балканите.